# Aeroporto di Vorkuta
L'aeroporto di Vorkuta è un aeroporto situato a 3 km ad ovest di Vorkuta, nella regione della Repubblica dei Komi, nella Russia europea.

## Collegamenti con Vorkuta
Terminal aeroportuale è facilmente raggiungibile dal centro di Vorkuta con la linea no.10 del trasporto pubblico che arriva e parte dalla Stazione di Vorkuta delle Ferrovie russe.